# Cantone di Yssingeaux
Il Cantone di Yssingeaux è una divisione amministrativa dell'Arrondissement di Yssingeaux.
A seguito della riforma approvata con decreto del 17 febbraio 2014, che ha avuto attuazione dopo le elezioni dipartimentali del 2015, non ha subito modifiche.

## Composizione
Comprende 7 comuni:
- Araules
- Beaux
- Bessamorel
- Grazac
- Lapte
- Saint-Julien-du-Pinet
- Yssingeaux